# Stensätter, Kramfors kommun
Stensätter är en by i Ytterlännäs socken, Kramfors kommun. Orten var fram till 1995 klassad som en småort
Byn är belägen ett par kilometer väster om Bollstabruk. I anslutning till byn finns en anmärkningsvärd fornborg, Borgberget, som har en mur som är 3-4 meter bred, 2,5 meter hög och 135 meter lång.